# Elimia macglameriana
Elimia macglameriana là một loài ốc nước ngọt trong họ Pleuroceridae. Đây là loài đặc hữu của Hoa Kỳ. Hiện nó đã tuyệt chủng.